# Molybden(IV) oxide
Molybden(IV) Oxide là một hợp chất vô cơ có thành phần chính gồm hai nguyên tố là molybden và oxy, với công thức hóa học được quy định là MoO2. Hợp chất này tồn tại dưới dạng thức là một chất rắn màu tím và là một hợp chất kim loại dẫn nhiệt.

## Điều chế
Molybden(IV) Oxide có thể điều chế bằng cách cho hỗn hợp MoO3 với kim loại Mo đun nóng trong vòng 70 giờ ở 800 ℃. Hợp chất wolfram tương tự là WO2 cũng được điều chế bằng cách thức tương tự. Phương trình như sau:
2MoO3 + Mo → 3MoO2
Hợp chất MoO2 còn được điều chế bằng cách khử lượng oxy của hợp chất MoO3 với H2 hoặc NH3 với nhiệt độ dưới 470 ℃.
Molybden(IV) Oxide là thành phần của "molybden Oxide công nghiệp" được tạo ra trong quá trình sản xuất công nghiệp MoS2:
2MoS2 + 7O2 → 2MoO3 + 4SO2↑
MoS2 + 6MoO3 → 7MoO2 + 2SO2↑
2MoO2 + O2 → 2MoO3

## Ứng dụng
MoO2 đã được báo cáo có thể sử dụng làm chất xúc tác thúc đẩy sự khử hydro trong alcohol, cải tiến hydrocarbon và dầu diesel sinh học. Các dây nano molybden đã được sản xuất bằng cách khử MoO2 lắng đọng trên graphit. Molybden(IV) Oxide cũng đã được đề xuất làm vật liệu cực dương cho pin Li-ion.

## Xuất hiện trong tự nhiên
Dạng khoáng vật tự nhiên của hợp chất này được gọi là tugarinovit và rất hiếm khi được tìm thấy.